# Amintas I
Amintas I (en griego antiguo: Αμύντας Ά)  (?-498 a. C.), hijo de Alcetas I, fue rey de Macedonia entre los años 547 y 498/497 a. C., el primero del que se tiene constancia histórica, si bien lo que se sabe de él es por fuentes indirectas. Aunque hubo varios gobernantes antes que él, Amintas es el primer rey de Macedonia del que tenemos información histórica fiable. Durante su reinado, Macedonia se convirtió en estado vasallo del Imperio aqueménida en 510 a. C.

## Antecedentes
Amintas era miembro de la dinastía argeáda e hijo del rey Alcetas. Según Heródoto, Amintas fue el sexto rey de Macedonia. Tuvo dos hijos con una esposa sin nombre: Alejandro I y Gigea.

## Reinado

### Relación con el Imperio aqueménida
En el 513 a. C., las fuerzas persas dirigidas por Darío I cruzaron el Bósforo en una exitosa expedición contra los escits, asegurando una frontera en el Danubio en el proceso. Darío regresó entonces a Sardes en Asia Menor y ordenó a su primo Megabazo que conquistara el resto de Tracia. Megabazo marchó hacia el oeste en la cuenca del río Estrimón en 512 o 511 a. C., subyugando a varias tribus por el camino, entre ellas los peonios, a quienes había deportado a Asia. Amintas pudo haber aprovechado este vacío de poder cruzando el Axios y apoderándose de su antiguo territorio en torno a Anfaxitis.
Alejandro, enfurecido por sus acciones, pidió a su padre que se marchara y le dejara manejar la situación. Amintas le aconsejó prudencia, pero finalmente se marchó, y Alejandro echó también a las mujeres, asegurando a sus invitados que solo se estaban lavando. En su lugar, «hombres imberbes» disfrazados de mujer y armados con puñales volvieron a la fiesta y asesinaron a los siete enviados. Los persas empezaron a buscar a la embajada desaparecida, pero Alejandro lo encubrió casando a su hermana Gigea con el general Búbares y pagándole un cuantioso soborno.
Los historiadores modernos suelen mostrarse escépticos sobre la veracidad de esta historia. Podría haber sido inventada por Heródoto para ilustrar la astuta personalidad de Alejandro, o simplemente podría haber repetido lo que oyó durante su visita a Macedonia. Además, es poco probable que Amintas, por muy débil o tonto que fuera, confiara una situación diplomática tan delicada a su joven hijo. El matrimonio de Gigea con Búbares se reconoce como histórico; lo más probable es que Amintas lo organizara él mismo o que Alejandro se ocupara de ello tras la muerte de su padre.
El historiador Eugene Borza argumentó que al rechazar el asesinato de los embajadores persas, ya no hay pruebas de que Macedonia fuera un estado vasallo durante el reinado de Amyntas. De acuerdo con este argumento, Mardonio, y no Megabazo, subyugaría realmente a los macedonios en 492 a. C. Nicholas Hammond, por su parte, afirmaba que Macedonia siguió siendo un súbdito leal como parte de la satrapía de Skudra hasta la derrota en Platea aqueménida en el 479 a. C.

### Amintas y Atenas
Amintas fue el primer gobernante macedonio que mantuvo relaciones diplomáticas con otros Estados. En particular, entabló una alianza con Hipias de Atenas, y cuando Hipias fue expulsado de Atenas le ofreció el territorio de Antemunte en el golfo Termaico con el objeto de aprovechar las rencillas entre los griegos. Hipias rechazó la oferta y también rechazó la oferta de Yolco, ya que Amíntas probablemente no controlaba Anthemus en ese momento, sino que simplemente estaba sugiriendo un plan de ocupación conjunta a Hipias.